# Versteinerungsdatum
Als Versteinerungsdatum wird in der Genealogie der Tag bezeichnet, an dem die Familiennamen gesetzlich festgeschrieben wurden. Von diesem Tag an konnte man nur noch den Familiennamen führen, der als Name im Geburtsregister bzw. Kirchenbuch eingetragen war. Änderungen des Familiennamens waren von diesem Tag an nur noch unter bestimmten Voraussetzungen möglich. Bei Geburten, die vor diesem Tag lagen, muss man in der Genealogie damit rechnen, dass man die Eltern unter einem völlig anderen Familiennamen in den Urkunden findet.

## Hintergrund
Ursache für die rechtlichen Regelungen waren die in vielen Gegenden geläufigen Wohnstättennamen, die den Namen an die Wohnstätte banden (Rheinland; Westfalen; Schwarzwald), oder die in Friesland geläufigen Patronyme, die sich mit jeder Generation änderten. Nicht davon betroffen sind kleinere Abweichungen in der Schreibweise von Namen, die von den Standesbeamten noch nach eigenem Gutdünken behandelt wurden. Namen mit „ss“ kann man auch nach dem Versteinerungsdatum in den Formen „ss“, „sz“, „hs“ oder „ß“ finden und umgekehrt.
Für die einzelnen Länder gelten jeweils andere Versteinerungsdaten:
- Bayern: Am 12. März 1677 wurde durch Ferdinand Maria, Kurfürst von Bayern, per Mandat in seinem Territorium die allgemeine Namensfreiheit abgeschafft[1]
- Französisch besetztes Rheinland: 1. April 1803 mit Einführung des französischen Zivilrechts

- Preußen: 7. Dezember 1816. Bereits parallel zur großen preußischen Rechtsreform 1794 wurde das Benutzen von fremden Namen verboten. Dies wurde am 7. Dezember 1816  (außer für die  Provinz Westfalen, für die 1822 eine Sonderregelung erlassen wurde) noch einmal bestätigt
- Ostfriesland: 1. Januar 1826 mit der „Verordnung, die Erhaltung der Familien-Namen in Ostfriesland betreffend“[2]
- Für die meisten deutschen Länder: 1. Januar 1876 durch die Einführung des Personenstandsgesetzes vom 6. Februar 1875 im ganzen Deutschen Reich[3]